# Теодор Вітмор
Теодор Вітмор (англ. Theodore Whitmore, нар. 5 серпня 1972, Монтего-Бей) — ямайський футболіст, що грав на позиції півзахисника. По завершенні ігрової кар'єри — тренер.
Виступав, зокрема, за клуб «Галл Сіті», а також національну збірну Ямайки, у складі якої був учасником чемпіонату світу 1998 року.

## Клубна кар'єра
Народився 5 серпня 1972 року в місті Монтего-Бай. Вихованець команди «Монтего-Бей», після чого 1994 року Теодор недовго пограв за південноафриканський «Кейптаун Сперс».
У сезоні 1996/97 виступав за клуб третього ямайського дивізіону «Вайолет Кікерз», після чого перейшов в «Себа Юнайтед» з елітного дивізіону.
1999 року після тижневого перегляду підписав контракт з англійським «Галл Сіті», що виступав у четвертому за рівнем дивізіоні країни. Тут Теодор став виступати разом зі співвітчизником і партнером по збірній Іеном Гудісонном. Вітмор дебютував за «тигрів» в матчі Кубка Англії проти «Маклсфілда», а в дебютній грі чемпіонату проти «Рочдейла» Теодор забив дебютний гол. Всього ямаєць відіграв за клуб з Галла три сезони своєї ігрової кар'єри. Більшість часу, проведеного у складі «Галл Сіті», був основним гравцем команди, зігравши 77 ігор в чемпіонаті, проте серйозних результатів не досягнув, оскільки команда перебувала в підвалі англійської футбольної ліги і боролась з фінансовими труднощами.
У сезоні 2002/03 Вітмор знову грав за «Себа Юнайтед», після чого повернувся на британські острови, ставши гравцем шотландського «Лівінгстона», а в червні 2004 року підписав контракт з «Транмер Роверз». В січні 2006 року контракт був припинений за взаємною згодою і Вітмор повернувся на Ямайку, щоб знову стати гравцем своєї колишньої команди «Себа Юнайтед», де і завершив ігрову кар'єру.

## Виступи за збірну
В листопаді 1993 року дебютував в офіційних матчах у складі національної збірної Ямайки в товариському матчі проти збірної США, вийшовши на заміну в кінці матчу замість Гектора Райта.
Він був одним з ключових членів збірної у другій половині 1990-х років і допоміг команді кваліфікуватись до свого першого і наразі єдиного чемпіонату світу 1998 року у Франції. Хоча на турнірі Ямайка була ліквідована ще на стадії групового етапу після другого туру, Вітмор забив два голи в переможному матчі останнього туру проти Японії (2:1). У тому ж році він був названий футболістом року на Карибах.
Крім цього Вітмор тричі грав у складі збірної на Золотих кубках КОНКАКАФ — 1998 року у США, 2000 року у США та 2003 року у США і Мексиці.
Свій останній міжнародний матч він провів також проти Сполучених Штатів (1:1), 17 листопада 2004 року у кваліфікації на чемпіонат світу 2006 року, в якому він був замінений на Джейсона Юлла на 72-й хвилині. Всього протягом кар'єри у національній команді, яка тривала 12 років, провів у формі головної команди країни 120 матчів, забивши 20 голів.

## Кар'єра тренера
Розпочав тренерську кар'єру у клубі «Себа Юнайтед», де в останні роки виконував функцію граючого тренера.
В листопаді 2007 року після звільнення тренера національної збірної Ямайки Бори Мілутіновича, Вітмора було призначено виконувачем обов'язків головного тренера збірної. Під його керівництвом Ямайка виграла обидві товариські гри проти Сальвадору і Гватемали. Після цього Теодор Вітмор став помічником нового тренера Ямайки бразильця Рене Сімойнса.
Після звільнення Сімойнса 11 вересня 2008 року через невдалі результати в третьому колі в кваліфікації до ЧС-2010, Вітмор був знову призначений тимчасовим тренером. Цього разу команда під керівництвом Теодора знову виграла обидва матчі, але цього разу офіційні в рамках відбору проти лідерів групи Мексики і Гондурасу (по 1:0). Незважаючи на це в листопаді головним тренером був призначений Джон Барнс, а Вітмор повернувся на посаду асистента.
В червні 2009 року Джон Барнс покинув пост, щоб зайняти місце тренера в колишньому клубі Вітмора "Транмер Роверз, а Вітмор вчергове став тренером збірної Ямайки, проте цього разу на повноцінній основі. Наступного місяця він повіз збірну на Золотий кубок КОНКАКАФ 2009 року у США, де команда не змогла вийти з групи. Через два роки на Золотому кубку КОНКАКАФ 2011 року йому вдалося з командою виграти групу, проте в першому ж раунді плей-оф в чвертьфіналі ямайці поступились США. В червні 2013 року, коли його команда займала останнє місце у групі відбору на чемпіонат світу 2014 року за 4 тури до кінця, Вітмор подав у відставку.
З лютого 2014 по грудень 2015 року Вітмор працював з молодіжною збірною Ямайки.
У вересні 2016 року, після звільнення Вінфріда Шефера, Вітмор знову був названий головним тренером збірної Ямайки, з якою у наступному році став фіналістом Карибського кубка, що дозволило команді кваліфікуватись на Золотий кубок КОНКАКАФ 2017 року у США. На тогорічній континентальній першості Ямайка виступила надзвичайно вдало, ставши фіналістом змагання, здолавши на стадії півфіналів одного з фаворитів збірну Мексики, і лише у фіналі програвши збірній США.
Вітмор продовжив роботу зі збірною і за два роки керував її діями на Золотому кубку КОНКАКАФ 2019. На тогорічному турнірі команда знову показала впевнену гру, однак цього разу її турнірний шлях перетнувся зі збірною США вже на стадії півфіналів, а взяти реванш за поразку під час попереднього розіграшу Ямайці не вдалося.

## Статистика

### Голи за збірну
| #      | Дата              | Місце                         | Суперник                 | Результат | Турнір                                | Голів |
| ------ | ----------------- | ----------------------------- | ------------------------ | --------- | ------------------------------------- | ----- |
| 1      | 21 липня 1995     | Монтего-Бей, Ямайка           | Куба                     | 1-2       | Карибський кубок 1995                 | 1     |
| 2      | 23 липня 1995     | Кінгстон, Ямайка              | Тринідад і Тобаго        | 2-3       | Карибський кубок 1995                 | 1     |
| 3      | 6 серпня 1995     | Торонто, Канада               | Тринідад і Тобаго        | 2-3       | Карибський кубок 1995                 | 1     |
| 4      | 31 березня 1996   | Парамарибо, Суринам           | Суринам                  | 1-0       | Кваліфікація на ЧС-1998               | 1     |
| 5      | 30 червня 1996    | Кінгстон, Ямайка              | Барбадос                 | 2-0       | Кваліфікація на ЧС-1998               | 1     |
| 6      | 15 вересня 1996   | Кінгстон, Ямайка              | Гондурас                 | 3-0       | Кваліфікація на ЧС-1998               | 1     |
| 7, 8   | 10 листопада 1996 | Кінгстон, Ямайка              | Сент-Вінсент і Гренадини | 5-0       | Кваліфікація на ЧС-1998               | 2     |
| 9, 10  | 4 травня 1997     | Ораньєстад, Аруба             | Аруба                    | 6-0       | Кваліфікація на Карибський кубок 1997 | 2     |
| 11     | 29 червня 1997    | Кінгстон, Ямайка              | Куба                     | 3-0       | Товариський матч                      | 1     |
| 12     | 8 липня 1997      | Сент-Джонс, Антигуа і Барбуда | Антигуа і Барбуда        | 2-0       | Карибський кубок 1997                 | 1     |
| 13     | 10 липня 1997     | Сент-Джонс, Антигуа і Барбуда | Тринідад і Тобаго        | 1-1       | Карибський кубок 1997                 | 1     |
| 14, 15 | 26 червня 1998    | Ліон, Франція                 | Японія                   | 2-1       | ЧС-1998                               | 2     |
| 16, 17 | 22 липня 1998     | Кінгстон, Ямайка              | Кайманові Острови        | 2-2       | Карибський кубок 1998                 | 2     |
| 18     | 5 березня 1999    | Гватемала, Гватемала          | Парагвай                 | 1-3       | Copa Guatemala                        | 1     |
| 19     | 7 березня 1999    | Гватемала, Гватемала          | Гватемала                | 4-2       | Copa Guatemala                        | 1     |
| 20     | 31 березня 1999   | Кінгстон, Ямайка              | Парагвай                 | 3-0       | Товариський матч                      | 1     |
| 21     | 9 травня 1999     | Кінгстон, Ямайка              | ПАР                      | 1-1       | Товариський матч                      | 1     |
| 22     | 16 January 2000   | Гванчжоу, Китай               | Нова Зеландія            | 2-1       | Турнір чотирьох націй 2000            | 1     |
| 23     | 23 липня 2000     | Кінгстон, Ямайка              | Гондурас                 | 3-1       | Кваліфікація на ЧС-2002               | 1     |
| 24     | 9 жовтня 2004     | Панама-Сіті, Панама           | Панама                   | 1-1       | [[Кваліфікація на ЧС-2006             | 1     |

### Тренерська
Станом на 15 лютого 2015
| Команда        | З                 | По                | Матчів | В  | Н  | П  | В %    |
| -------------- | ----------------- | ----------------- | ------ | -- | -- | -- | ------ |
| «Себа Юнайтед» | 16 серпня 2006    | 16 червня 2008    | ?      | ?  | ?  | ?  | ?      |
| Ямайка         | 11 листопада 2007 | 31 грудня 2007    | 2      | 2  | 0  | 0  | 100.00 |
| Ямайка         | 11 вересня 2008   | 20 листопада 2008 | 3      | 3  | 0  | 0  | 100.00 |
| Ямайка         | 9 червня 2009     | 12 червня 2013    | 53     | 23 | 9  | 21 | 43.40  |
| Ямайка u-20    | 26 лютого 2014    | 31 грудня 2015    | 10     | 1  | 3  | 6  | ?      |
| Ямайка         | 26 вересня 2016   | Донині            | 2      | 2  | 0  | 0  | 100    |
| Всього         | Всього            | Всього            | 68     | 29 | 12 | 27 | 48.28  |

## Особисте життя
Вітмор отримав травми в автомобільній аварії, яка призвела до смерті товариша по збірній Стівена Малкольма. Після аварії він був звинувачений в убивстві, але був згодом виправданий. 
У листопаді 2013 року 14-річний син Вітмора Jouvhaine помер після того, як врізався в автомобіль під час їзди на велосипеді.

## Досягнення
- Володар Карибського кубка: 1998, 2005 (як гравець), 2008 (як асистент), 2010 (як тренер)
- Срібний призер Золотого кубка КОНКАКАФ: 2017